# Simón Rodríguez (Táchira)
Simón Rodríguez é um município da Venezuela localizado no estado de Táchira.
A capital do município é a cidade de San Simón.